# Hisashi Jogo
Hisashi Jogo (født 16. april 1986) er en japansk fodboldspiller, som spiller for den japanske fodboldklub Avispa Fukuoka.